# 9357 Venezuela
9357 Venezuela è un asteroide della fascia principale. Scoperto nel 1992, presenta un'orbita caratterizzata da un semiasse maggiore pari a 2,8963687 UA e da un'eccentricità di 0,0818566, inclinata di 0,99906° rispetto all'eclittica.